# نیروگاه هسته‌ای تیانژ
نیروگاه هسته‌ای تیانژ (به انگلیسی: Tihange Nuclear Power Station) در منطقه تیهانژ (منطقه والونی بلژیک) در مساحت ۷۵ هکتار در کنار رودخانه موز در ۳۰ کیلومتری جنوب غربی لیئژ - ۳۴ کیلومتری شرق نامُور - ۶۸کیلومتری شارل‌روآ - ۸۰ کیلومتری جنوب شرقی بروکسل قرار دارد.
ساخت این نیروگاه در سال ۱۹۶۹ با آگاهی از وجود گسل آردن یا گسل جنوب در منطقه آغاز شد.
این نیروگاه مقدار ۵۲٪ کل توان تولیدی برق (از انرژی هسته‌ای) کشور بلژیک را تولید می‌کند.

## مشخصات
این نیروگاه دارای ۳ رآکتور از نوع راکتور آبی فشرده است که به وسیلهٔ کارخانه وستینگ هاوس ساخته شده‌اند که به ترتیب به رآکتور شماره۱ - رآکتور شماره۲ - رآکتور شماره۳ نامگذاری شده‌اند.
برای خنک کردن رآکتورهای این نیروگاه از آب رودخانه موز استفاده می‌شود. این آب پس از استفاده به رود بازگردانده می‌شود.
هر رآکتور مجهز به یک برج خنک‌کننده است که از نوع آبی فشرده می‌باشند و بخار این برج‌ها توربین‌های تولید برق را تغذیه می‌کند و این توربین‌ها نیر خود دارای ژنراتورهای برق ۵۰۰ مگاوات هستند.
درمجموع حدود ۲۷ شرکت و کارخانه وابسته به این نیروگاه هستند و کارکنان این نیروگاه در کل ۹۳۰ نفر می‌باشد.

## رآکتور شماره۱
آغاز بساخت رآکتور شماره۱ این نیروگاه در ۱ ژوئن ۱۹۷۰ بود و در۱ اکتبر ۱۹۷۵ (میلادی) به بهره‌برداری رسید و توان تولید برق این رآکتور ۹۶۲ مگاوات است. این رآکتور بتنهایی مجهز به دو توربین است.
زمان قراردادی برای خاموش کردن این رآکتور سال ۲۰۱۵ (میلادی) پیش‌بینی شده.
مدیریت و کنترل این رآکتور را شرکت الکترابل (نمایندگی گروه فرانسوی جی‌دی‌اف سوئز) و شرکت ای‌دی‌اف به عهده دارند.
مذاکراتی با دولت بلژیک در جریان بود تا بهره‌برداری از این رآکتور را برای مدت ۱۰ سال دیگر تمدید نمایند.

## رآکتور شماره۲
آغاز بساخت رآکتور شماره۲ این نیروگاه در ۱ آوریل ۱۹۷۶ بود و در۱ ژوئن ۱۹۸۳ به بهره‌برداری رسید و توان تولید برق این رآکتور۱۰۰۸ مگاوات می‌باشد.
زمان قراردادی برای خاموش کردن این رآکتور سال ۲۰۲۳ پیش‌بینی شده‌است.

## رآکتور شماره۳
آغاز بساخت رآکتور شماره۳ این نیروگاه در ۱ نوامبر ۱۹۷۸ است و در۱ سپتامبر ۱۹۸۵ به بهره‌برداری رسید و توان تولید برق این رآکتور ۱۰۵۴ مگاوات می‌باشد.
زمان قراردادی برای خاموش کردن این رآکتور سال ۲۰۲۵ پیش‌بینی شده‌است.

## امنیت
در ۲۵ اکتبر ۲۰۰۶ حدود ۳۰ فعال صلح سبز در مقابل این نیروگاه گردهم آمده و ضمن تأکید بر قدیمی بودن این نیروگاه و خطرات ناشی از کاربرد نیروگاه هسته‌ای فرسوده خواستار عدم تمدید مدت کارکرد این نیروگاه شدند.
بیشتر ضایعات هسته‌ای این نیروگاه به مرکز فرآوری هسته‌ای هاگ فرانسه منتقل می‌شود. با این حال مقداری از این زباله‌های هسته‌ای در محل نیروگاه نگهداری می‌شوند.

## رویدادها
در جدول زیر رویدادها و پیشامدهای این نیروگاه آمده‌است؛ که بر اساس مقیاس اینس(INES) اندازه‌گیری شده‌اند
| سال  | بزرگی رویداد برپایه مقیاس اینس | بزرگی رویداد برپایه مقیاس اینس | بزرگی رویداد برپایه مقیاس اینس | بزرگی رویداد برپایه مقیاس اینس | بزرگی رویداد برپایه مقیاس اینس | بزرگی رویداد برپایه مقیاس اینس | بزرگی رویداد برپایه مقیاس اینس | بزرگی رویداد برپایه مقیاس اینس | جمع |
| ---- | ------------------------------ | ------------------------------ | ------------------------------ | ------------------------------ | ------------------------------ | ------------------------------ | ------------------------------ | ------------------------------ | --- |
| سال  | ۰                              | ۱                              | ۲                              | ۳                              | ۴                              | ۵                              | ۶                              | ۷                              | جمع |
| ۲۰۱۱ | ۰                              | ۱                              |                                | ۰                              | ۰                              | ۰                              | ۰                              | ۰                              | ۱   |
| ۲۰۱۰ | ۰                              | ۶                              | ۰                              | ۰                              | ۰                              | ۰                              | ۰                              | ۰                              | ۶   |
| ۲۰۰۹ | ۰                              | ۵                              | ۰                              | ۰                              | ۰                              | ۰                              | ۰                              | ۰                              | ۵   |
| ۲۰۰۸ | ۰                              | ۲                              | ۰                              | ۰                              | ۰                              | ۰                              | ۰                              | ۰                              | ۲   |
| ۲۰۰۷ | ۰                              | ۶                              | ۰                              | ۰                              | ۰                              | ۰                              | ۰                              | ۰                              | ۶   |
| ۲۰۰۶ | ۰                              | ۰                              | ۱                              | ۰                              | ۰                              | ۰                              | ۰                              | ۰                              | ۱   |
| ۲۰۰۵ | ۰                              | ۰                              | ۱                              | ۰                              | ۰                              | ۰                              | ۰                              | ۰                              | ۱   |
| ۲۰۰۴ | ۰                              | ۰                              | ۰                              | ۰                              | ۰                              | ۰                              | ۰                              | ۰                              | ۰   |
| ۲۰۰۳ | ۰                              | ۰                              | ۰                              | ۰                              | ۰                              | ۰                              | ۰                              | ۰                              | ۰   |
| ۲۰۰۲ | ۰                              | ۰                              | ۱                              | ۰                              | ۰                              | ۰                              | ۰                              | ۰                              | ۱   |
| ۲۰۰۱ | ۰                              | ۰                              | ۰                              | ۰                              | ۰                              | ۰                              | ۰                              | ۰                              | ۰   |
| ۲۰۰۰ | ۰                              | ۰                              | ۰                              | ۰                              | ۰                              | ۰                              | ۰                              | ۰                              | ۰   |
| ۱۹۹۹ | ۰                              | ۰                              | ۰                              | ۰                              | ۰                              | ۰                              | ۰                              | ۰                              | ۰   |
| ۱۹۹۸ | ۰                              | ۰                              | ۰                              | ۰                              | ۰                              | ۰                              | ۰                              | ۰                              | ۰   |
| ۱۹۹۷ | ۰                              | ۰                              | ۰                              | ۰                              | ۰                              | ۰                              | ۰                              | ۰                              | ۰   |
| ۱۹۹۶ | ۰                              | ۰                              | ۱                              | ۰                              | ۰                              | ۰                              | ۰                              | ۰                              | ۱   |
| ۱۹۹۵ | ۰                              | ۰                              | ۰                              | ۰                              | ۰                              | ۰                              | ۰                              | ۰                              | ۰   |
| جمع  | ۰                              | ۲۰                             | ۴                              | ۰                              | ۰                              | ۰                              | ۰                              | ۰                              | ۲۴  |

## نگارخانه

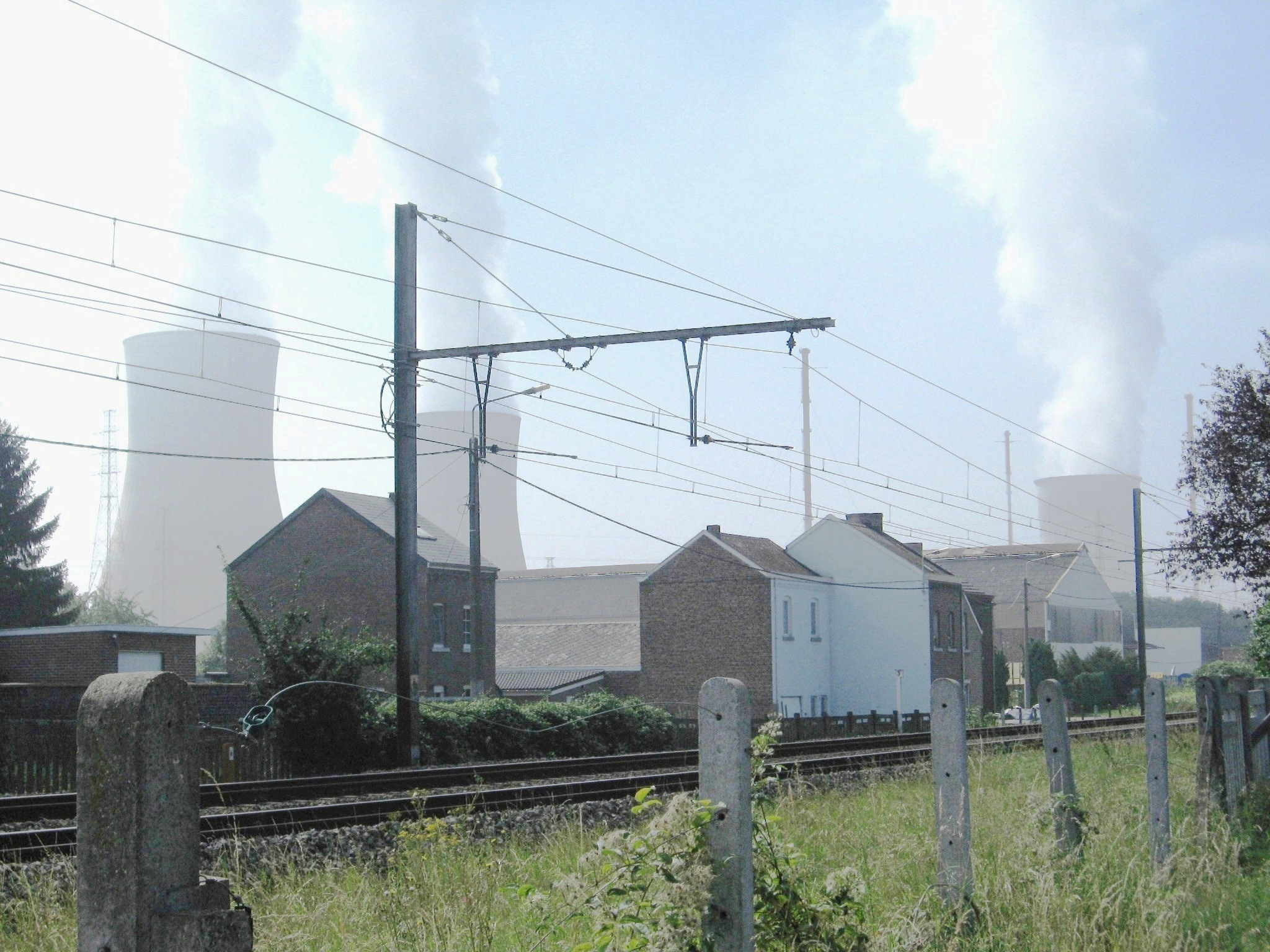